# Mollis
Mollis är en ort i kommunen Glarus Nord i kantonen Glarus i Schweiz. Den ligger vid floden Linth, cirka 5,5 kilometer norr om Glarus. Orten har 4 197 invånare (2023).
Orten var före den 1 januari 2011 en egen kommun, men slogs då samman med kommunerna Bilten, Filzbach, Mühlehorn, Niederurnen, Näfels, Oberurnen och Obstalden till den nya kommunen Glarus Nord.